# 대한민국 형법 제346조
대한민국 형법 제346조는 절도와 강도의 죄 동력에 대한 형법각칙의 조문이다.

## 조문
제346조(동력) 본장의 죄에 있어서 관리할 수 있는 동력은 재물로 간주한다.

第346條(動力) 本章의 罪에 있어서 管理할 수 있는 動力은 財物로 看做한다.

## 참고 문헌
- 김재윤, 손동권, 새로운 형법각론, 율곡출판사, 2013. ISBN 978-89-974283-4-2

## 같이 보기
- 재물
- 동력
- 대한민국 형법 제354조 (친족간의 범행, 동력)
- 대한민국 형법 제361조 (동력)
- 대한민국 형법 제372조 (동력)
- 대한민국 민법 제98조 (물건의 정의)